# August Lass
August Lass (Tallinn, 16 agosto 1903 – Tallinn, 27 novembre 1962) è stato un calciatore estone, di ruolo portiere.

## Carriera

### Club
Ha sempre giocato nel campionato estone.

### Nazionale
Con la Nazionale ha partecipato alle Olimpiadi nel 1924.